# Ida Thiele
Ida Holten Thiele, gift Wilde (22. august 1830 – 26. februar 1862) var datter af Just Mathias Thiele og Sophie Holten. Hun er mormor til maleren Harald Giersing. 
Hendes navn er bevaret i H.C. Andersens eventyr Den lille Idas Blomster (1835), se kommentaren hertil Arkiveret 11. marts 2007 hos  Wayback Machine

## Ekstern henvisning
- Ida Thiele malet som barn Arkiveret 18. november 2005 hos  Wayback Machine af Christen Købke
- http://www.bramsnaeslokalhistorie.dk/ Arkiveret 16. november 2018 hos  Wayback Machine